# ATP Tour World Championships 1995
L'ATP Tour World Championships 1995 è stato un torneo di tennis giocato sul sintetico indoor. 
È stata la 26ª edizione del torneo di singolare di fine anno, la 22ª del torneo di doppio di fine anno ed era parte dell'ATP Tour 1995. 
Il torneo di singolare si è giocato al Frankfurt Festhalle di Francoforte in Germania, 
dal 19 al 24 novembre 1995.
Il torneo di doppio si è disputato ad Eindhoven nei Paesi Bassi,
dal 22 al 26 novembre 1995.

## Campioni

### Singolare
Boris Becker ha battuto in finale  Michael Chang, 7–6(3), 6–0, 7–6(5)

### Doppio
Grant Connell /  Patrick Galbraith hanno battuto in finale  Jacco Eltingh /  Paul Haarhuis, 7–6, 7–6, 3–6, 7–6